# Micrathena coca
Micrathena coca är en spindelart som beskrevs av Levi 1985. Micrathena coca ingår i släktet Micrathena och familjen hjulspindlar. Inga underarter finns listade i Catalogue of Life.